# مسجد آجری اراضی
مسجد آجری اراضی مربوط به دوره صفویه است (بنا بر روایتی دوره ی سلجوقیان) که در شهرستان مبارکه، بخش گرکن جنوبی، دهستان نورآباد، انتهای خیابان شهید خرمی، حوالی روستای اراضی و در بین مزارع واقع شده است. این اثر در تاریخ ۲۸ اسفند ۱۳۸۵ با شمارهٔ ثبت ۱۸۷۶۳ به‌عنوان یکی از آثار ملی ایران به ثبت رسیده است.

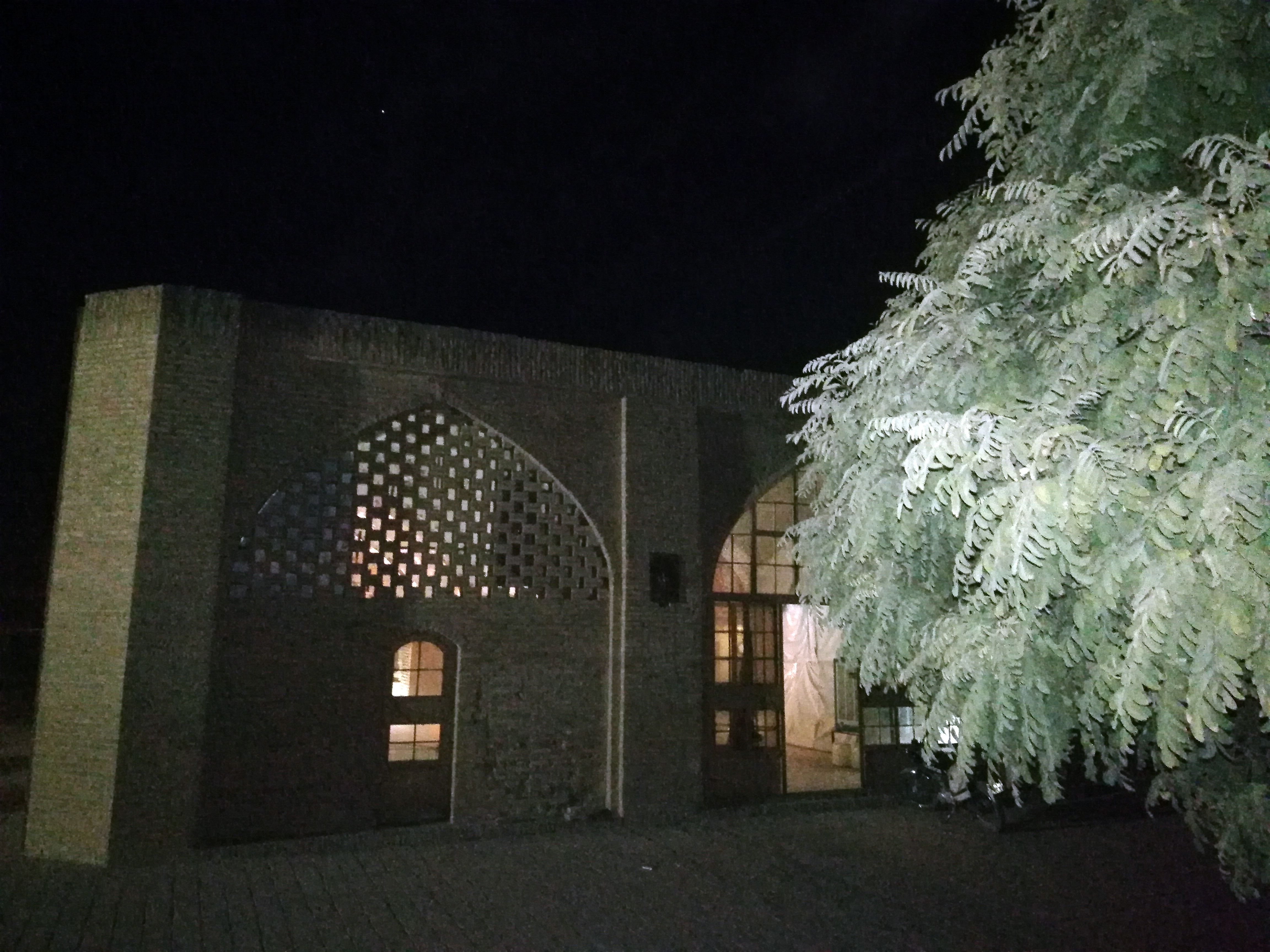
عکاس: علی کارگری

این مسجد تاریخی در روستای اراضی واقع شده است و مساحت آن حدود ۲۰۰ متر مربع و قدمت آن حدود ۷۰۰ سال میباشد.  بافت مسجد تماما آجر است و به همین خاطر به مسجد آجری معروف شده است. مصالح به کار رفته در این بنا سارج است.
در محراب مسجد کتیبه ای وجود دارد که بسم الله الرحمن الرحیم به خط کوفی نگارش شده است.
گفتنی است؛ استفاده از آجر به‌جای سنگ، ایجاد نقشه های هندسی در آجر کاری بنا، گچ بری، شبستان گنبد و ایوان از ویژگی‌های این بنای تاریخی است. 
این مسجد یکی از زیباترین بناهای شهرستان بوده که در روستای اراضی واقع شده است. در بین مردم محلی روایت است که در سالیان گذشته و به هنگام سیل مردم روستا به مسجد پناه برده اند.